# Ro 19-4603
Ro 19-4603は、ベンゾジアゼピン結合部位のインバースアゴニストである。ベンゾジアゼピン系に拮抗作用を示す。

## 化学
ベンゾジアゼピン部位に作用するにも関わらず、ベンゾジアゼピン構造を持たない。イミダゾチエノジアゼピンである：チオフェン環、イミダゾール環、ジアゼピン環が縮合したもの。

## 効果と薬力学
Ro 19-4603はベンゾジアゼピン結合部位のインバースアゴニストである。このため、他のベンゾジアゼピンのインバースアゴニストに類似した作用、特に不安惹起と痙攣誘発作用を持つ。
動物実験では、この化合物を投与すると、自発的なアルコール摂取を減少させることができた。これは、アルコール嗜好性の高いラットを選択して観察された。消費量を減少させるだけでなく、Ro 19-4603はアルコールの酩酊作用に拮抗することができる。